# Nauru na Igrzyskach Wspólnoty Narodów 1994
Reprezentacja Nauru na Igrzyskach Wspólnoty Narodów 1994 liczyła trzech zawodników. Trzy złote medale dla Nauru zdobył sztangista Marcus Stephen.
Był to drugi start tego państwa na Igrzyskach Wspólnoty Narodów (pierwszy raz reprezentacja wystartowała 4 lata wcześniej w Auckland).

## Medaliści
Podnoszenie ciężarów
- Marcus Stephen - kategoria do 59 kilogramów - rwanie
- Marcus Stephen - kategoria do 59 kilogramów - podrzut
- Marcus Stephen - kategoria do 59 kilogramów - dwubój

## Skład reprezentacji

### Lekkoatletyka
Mężczyźni
| Konkurencja   | Zawodnik         | Eliminacje | Ćwierćfinał   | Ćwierćfinał   | Półfinał      | Półfinał      | Finał         | Finał         |
| Konkurencja   | Zawodnik         | Rezultat   | Pozycja       | Rezultat      | Pozycja       | Rezultat      | Pozycja       | Rezultat      |
| ------------- | ---------------- | ---------- | ------------- | ------------- | ------------- | ------------- | ------------- | ------------- |
| Bieg na 100 m | Frederick Cannon | 11,01      | Nie awansował | Nie awansował | Nie awansował | Nie awansował | Nie awansował | Nie awansował |
| Bieg na 200 m | Frederick Cannon | 23,05      | Nie awansował | Nie awansował | Nie awansował | Nie awansował | Nie awansował | Nie awansował |

### Podnoszenie ciężarów
| Kategoria | Zawodnik       | Rwanie (kg) | Podrzut (kg) | Dwubój | Miejsce |
| --------- | -------------- | ----------- | ------------ | ------ | ------- |
| - 59 kg   | Marcus Stephen | 115         | 147,5        | 262,5  | 1       |
| + 108 kg  | Gerard Jones   | 100         | 137,5        | 237,5  | 8       |